# Vella (Brassicaceae)
Vella là chi thực vật có hoa trong họ Cải.